# Tsūzetsu
Tsūzetsu (痛絶?) è un album pubblicato dai Mucc il 7 gennaio 2001. È il loro album di debutto ed è stato rilasciato dalla label indipendente Peanuts. La prima stampa dell'album includeva una bonus track e uno sticker, ma fu limitata a sole 5 000 copie. Una seconda ristampa venne pubblicata il 17 giugno dello stesso anno, intitolata Tsūzetsu ~Inshōchigai~ ('痛絶 ～印象違～?'), con la traccia nascosta assente, un differente ordine delle canzoni e senza sticker. Una terza ristampa pubblicata il 10 giugno 2002, ha lo stesso ordine delle canzoni della seconda ristampa, però include una bonus track differente da quella contenuta nella prima stampa.

## Tracce
L'ordine dei brani si riferisce alla prima edizione.
1. ---------- – 0:47 (musica: Miya)
2. Itai Tegami (イタイ手紙?) – 4:05 (testo: Miya – musica: Miya)
3. Shōfu (娼婦?) – 5:45 (testo: Tatsurou – musica: Miya)
4. Chintsūzai (鎮痛剤?) – 5:36 (testo: Tatsurou – musica: Miya)
5. Hai (廃?) – 5:13 (testo: Miya – musica: Miya)
6. Suna no Shiro (砂の城?) – 5:37 (testo: Tatsurou – musica: Tatsurou)
7. Yoru (夜?) – 2:29 (testo: Tatsurou – musica: Yukke)
8. Haitoku no Hito (背徳の人?) – 4:30 (testo: Tatsurou – musica: Miya, Satochi)
9. Mōmoku de Aruga Yue no Sogaikan (盲目であるが故の疎外感?) – 5:23 (testo: Miya – musica: Miya)
10. Danzetsu (断絶?) – 4:58 (testo: Miya – musica: Miya)

1. Kyoujin (狂人?, Bonus track della prima edizione) (testo: Miya – musica: Miya)

1. Kurutta Kajitsu (Warai) (狂った果実(笑)?, Bonus track della terza edizione) (testo: Miya – musica: Miya)